# كلوريد الزرنيخ الثلاثي
 كلوريد الزرنيخ الثلاثي  (أو ثلاثي كلوريد الزرنيخ) مركب كيميائي له الصيغة AsCl3، ويكون على شكل سائل عديم اللون، زيتي القوام، يدخن عند تعريضه للهواء. للزرنيخ حالة أكسدة +3 في هذا المركب، والذي يعرف أيضاً باسم زبدة الزرنيخ.

## الخواص

### البنية
إن بنية كلوريد الزرنيخ الثلاثي تكون على شكل هرم ثلاثي، له مجموعة تناظر C3v. تكون طول الرابطة As-Cl زرنيخ-كلور 2.161 Å ، أما الزاوية Cl-As-Cl فتبلغ 98°. تعود انخفاض نقطة انصهار المركب إلى طبيعة الرابطة في مركب كلوريد الزرنيخ الثلاثي والتي هي رابطة تساهمية.

### التفاعلات
- على الرغم من أن ثلاثي كلوريد الزرنيخ أقل حساسية تجاه الرطوبة من ثلاثي كلوريد الفوسفور PCl3، إلا أنه يصدر أدخنة عند تعرضه للهواء الرطب.[6] هذه الأدخنة ناتجة عن تشكل أبخرة كلوريد الهيدروجين، التي تتكون بالإضافة إلى أكسيد الزرنيخ الثلاثي. أما في الأوساط المائية فإن ثلاثي كلوريد الزرنيخ يتفاعل مع الماء بعنف بتفاعل حلمهة وبشكل ناشر للحرارة، حيث يتشكل حمض الزرنيخوز كما في المعادلة:

AsCl3 + 3 H2O → As(OH)3 + 3 HCl
- عند معالجة كلوريد الزرنيخ الثلاثي مع أكسيد الزرنيخ الثلاثي تحدث عملية إعادة توزيع ويتشكل البوليمير اللاعضوي AsOCl. من جهة أخرى فعند توفر مصدر لأيونات الكلوريد فإن كلوريد الزرنيخ الثلاثي يضم أنيون كلوريد رابع ليشكل المعقد –[AsCl4]. بالمقابل فإن كلوريد الزرنيخ الثلاثي يتخلى عن ذرات الكلور ويبادلها بهاليدات أخرى؛ فعند مفاعلة المركب مع بروميد البوتاسيوم ويوديد البوتاسيوم فإنه يعطي بروميد الزرنيخ الثلاثي ويوديد الزرنيخ الثلاثي على الترتيب.

## التحضير
يحضر كلوريد الزرنيخ الثلاثي من تفاعل أكسيد الزرنيخ الثلاثي مع غاز كلوريد الهيدروجين الجاف عند درجات حرارة بين 180–200 °س:
As2O3 + 6 HCl → 2 AsCl3 + 3 H2O
كما يمكن أن يحضر المركب من التفاعل المباشر للعناصر المكونة للمركب عند درجات حرارة بين 80-85°س، إلا أن العملية تتطلب الحصول على فلز الزرنيخ النقي.
إحدى الطرق الأخرى لتحضير المركب تتضمن مفاعلة أكسيد الزرنيخ الثلاثي مع ثنائي كلوريد ثنائي الكبريت. تمتاز هذه الطريقة ببساطة التجهيزات اللازمة وكفاءة المردود:
2As2O3 + 6S2Cl2 → 4AsCl3 + 3SO2 + 9S

## الاستخدامات
يستخدم كلوريد الزرنيخ الثلاثي في تحضير كيمياء الزرنيخ العضوية. فهو على سبيل المثال المادة الأولية المستخدمة لتحضير ثلاثي فينيل الزرنيخ:
AsCl3 + 6 Na + 3 C6H5Cl → As(C6H5)3 + 6 NaCl